# Barwniki nitrowe
Barwniki nitrowe – barwniki, których chromoforami są grupy nitrowe –NO2. Są pochodnymi naftoli, fenoli lub amin aromatycznych. W cząsteczce zawierają grupy sulfonowe.
Głównie stosowane są jako barwniki kwasowe do barwienia bawełny i jedwabiu naturalnego.